# Jairo Suárez
Jairo Andrés Suárez Carvajal (Bogota, 24 maart 1985) is een Colombiaans voetballer die bij voorkeur als verdediger speelt. Sinds 2014 speelt hij in de Indian Super League bij Chennaiyin FC.

## Carrière
Op 15 oktober 2014 maakte Suárez zijn debuut voor Chennaiyin. In de wedstrijd tegen FC Goa mocht hij vijftien minuten voor tijd invallen voor Bojan Djordjic.

### Interlandcarrière
Suárez nam met het team van Colombia onder 20 deel aan het WK -20 in 2005. Colombia werd in de achtste finales uitgeschakeld door de latere winnaar Argentinië.

## Erelijst

### MetSanta Fe
| Competitie           | Winnaar | Winnaar | Runner-up | Runner-up       |
| Competitie           | Aantal  | Jaren   | Aantal    | Jaren           |
| -------------------- | ------- | ------- | --------- | --------------- |
| Nationaal            |         |         |           |                 |
| Categoría Primera A  |         |         | 1x        | 2013 (apertura) |
| Copa Colombia        | 1x      | 2009    |           |                 |
| Superliga Colombiana | 1x      | 2013    |           |                 |